# Евфросиния Суздальская
Евфроси́ния Су́здальская (в миру княжна Феоду́лия Миха́йловна Черни́говская; 1212 — 25 сентября 1250) — православная святая.

## Биография
Её родителями был святой мученик князь Михаил Всеволодович Черниговский, а матерью — Елена Романовна.
Согласно житию, Евфросиния оказалась первым, вымоленным ребёнком, перед рождением которого пара усердно молилась. Боярин Феодор, позже замученный вместе с князем в Орде, оказывал влияние на её образование.

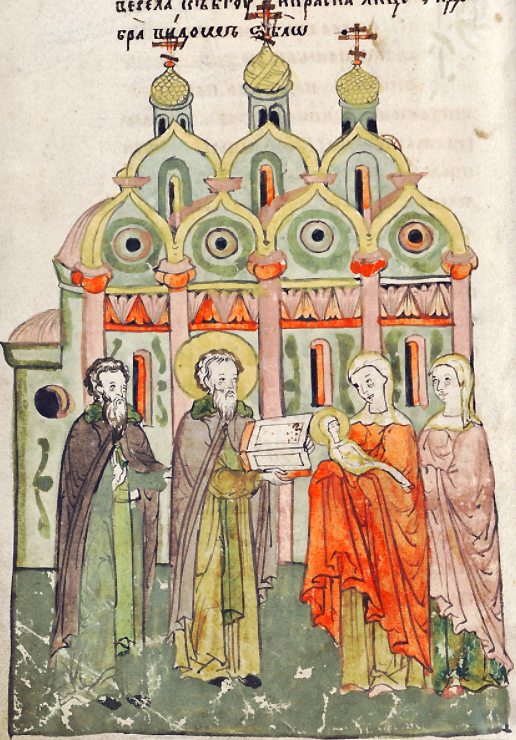
Крещение новорождённой княжны Феодулии

Освоила грамоту в 9 лет. Житие сообщает, что княжне в женихи был выбран брат Александра Невского Фёдор Ярославич, однако тот умер неожиданно в тринадцатилетнем возрасте в Новгороде 5 июня 1233 года.
Княжна осталась в Суздальском женском монастыре в честь Положения ризы Божией Матери, где вскоре приняла постриг с именем Евфросиния (в честь святой Евфросинии Александрийской). Со временем стала настоятельницей этого монастыря.
По инициативе святой в Суздале был основан Троицкий монастырь для пострига «мужатых жен».
Год кончины Еврофсинии в житии не указан, встречающаяся в литературе дата — 1250 год — является догадкой.
В житии сообщается, что святая была погребена 27 сентября в Ризоположенской обители, оплаканная духовенством и всем народом.

## Почитание и канонизация
Начало общерусского почитания Евфросинии началось после хиротонии в 1517 году во епископа Суздальского и Тарусского настоятеля владимирского Богородице-Рождественского монастыря архимандрита Геннадия, приближённого к великому князю Василию III.
Житие было написано Григорием, иноком суздальского Спасо-Евфимиева монастыря. В нём, помимо повествования о чудотворениях, совершённых святой при жизни, содержатся два рассказа о посмертных чудесах, свидетелем которых был автор, одно датировано 1 мая 1558 годом. По-видимому, житие было создано на рубеже 50-х и 60-х годов XVI века.
18 сентября 1698 года по благословению патриарха Адриана митрополит Суздальский Иларион совершил прославление преподобной Евфросинии. Тогда же были обретены мощи, помещённые в собор монастыря.

## Судьба мощей в XX и XXI веках
12 февраля 1919 мощи святой были вскрыты. Результат вскрытия мощей в отчёте VIII отдела Народного комиссариата юстиции РСФСР Съезду Советов был описан так: «матерчатая кукла с кусками костей». Мощи были переданы в Суздальский музей, а 1988 году были переданы в единственную действовавшую тогда в Суздале церковь во имя равноапостольных Константина и Елены, с 1993 по 2010 год находившуюся в юрисдикции раскольнической Российской православной автономной церкви.

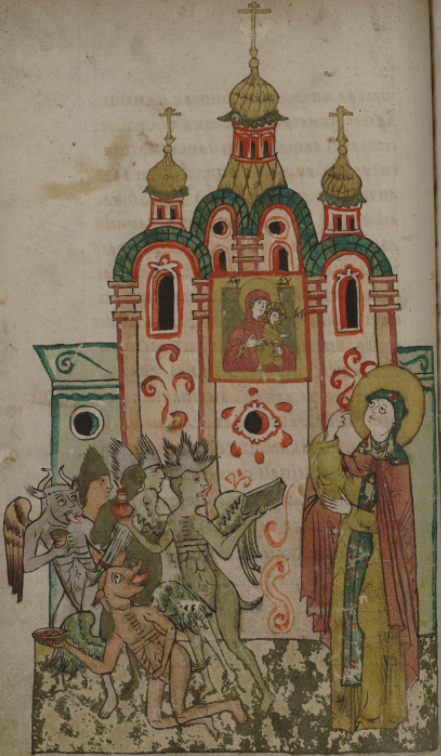
Евфросиния Суздальская изгоняет крестным знамением искушающих её бесов

В 2009 году территориальное управление Агентства по управлению федеральным имуществом подало иск об изъятии у РПАЦ 13 объектов недвижимости, включая Цареконстантиновский храм. Арбитражный суд Владимирской области удовлетворил этот иск, однако представители духовенства РПАЦ поместили мощи святых в свой Иверский синодальный храм и отказались вернуть их государству.
16 февраля 2012 года глава территориального управления Росимущества по Владимирской области Владимир Горланов направил в Арбитражный суд Владимирской области иск, в котором утверждал, что мощи преподобных Евфимия Суздальского и Евфросинии Суздальской «являются собственностью Российской Федерации и относятся к культурным объектам».
31 мая 2012 года суд принял решение о передаче мощей преподобных Евфимия и Евфросинии Суздальских Росимуществу, за невыполнение решения и отказ передавать мощи РПАЦ были назначены штрафы. 24 января 2013 года Федеральный арбитражный суд Волго-Вятского округа отменил предыдущие решения об изъятии мощей, оставив их во владении РПАЦ. Однако 30 августа 2013 года судебные приставы во время богослужения проникли в Иверский синодальный храм и пытались изъять мощи преподобных Евфимия и Евфросинии.
Росимуществу пришлось повторно доказывать свои права на мощи в судах общей юрисдикции, которые также признали их принадлежащими государству.
3 июля 2014 года Конституционный суд РФ отказал в удовлетворении жалобы предстоятеля РПАЦ митрополита Федора (Гинеевского) на решение об изъятии у церкви мощей Евфимия и Евфросинии Суздальских. Решение по жалобе было опубликовано 16 июля.
25 марта 2015 года сотрудники Федеральной службы судебных приставов произвели принудительные исполнительные действия по изъятию мощей у верующих Российской православной автономной церкви из Иверского храма в Суздале. Прихожане и священники РПАЦ попытались помешать выносу рак с мощами, но после небольшого столкновения приставам удалось их изъять. В середине апреля 2015 года мощи Евфросинии были помещены в специальную раку и поставлены в Ризоположенском соборе в Ризоположенском монастыре Русской православной церкви в Суздале.